# Şenkaya
Şenkaya (türkisch Şenkaya ‚Heiterfels‘, kurdisch Bardîz) ist eine Stadt im gleichnamigen Landkreis der türkischen Provinz Erzurum und gleichzeitig ein Stadtbezirk der 1993 geschaffenen Büyükşehir belediyesi Erzurum (Großstadtgemeinde/Metropolprovinz).

## Geographie
Şenkaya liegt 125 km von der Provinzhauptstadt Erzurum entfernt im Nordosten der Provinz. Der Landkreis grenzt im Nordwesten an den Landkreis Olur und im Westen an den Landkreis Oltu. Außerdem grenzt Şenkaya im Nordosten an die Provinz Ardahan und im Osten an die Provinz Kars.

## Geschichte
Şenkaya ist seit 1946 ein eigenständiger Landkreis. Der alte Name Bardîz leitet sich vom armenischen Wort für Garten ab.

## Bevölkerung
Ende 2020 lag Şenkaya mit 17.399 Einwohnern auf dem 13. Platz der bevölkerungsreichsten Landkreise in der Provinz Erzurum. Die Bevölkerungsdichte liegt mit 13 Einwohnern je Quadratkilometer unter dem Provinzdurchschnitt (30 Einwohner je km²).